# Joseph Henry Ganda
Joseph Henry Ganda (* 7. März 1932 in Serabu, Britisch-Westafrika; † 9. August 2023 in Freetown) war ein sierra-leonischer römisch-katholischer Geistlicher und Erzbischof von Freetown und Bo.

## Leben
Joseph Henry Ganda gehörte der Ethnie der Mende an. Er besuchte die Sacred Heart Primary School in Serabu und später die St. Edward’s Secondary School in Freetown. Anschließend studierte er Philosophie und Katholische Theologie am Bigard Memorial Seminary in Enugu in Nigeria. Am 9. April 1961 empfing Ganda in der Pfarrkirche Immaculate Heart in Bo durch den Bischof von Freetown und Bo, Thomas Joseph Brosnahan CSSp, das Sakrament der Priesterweihe für das Bistum Freetown und Bo. Er war damit der erste gebürtige sierra-leonische Priester. Später absolvierte er in London einen Kurs im Fach Kommunikationswissenschaft.
Ganda war nach der Priesterweihe zunächst als Pfarrer in Moyamba (1962–1966) und in Blama (1966–1968) tätig. Anschließend lehrte er am Catholic Training College in Bo und leitete das katechetische Zentrum des Bistums Freetown und Bo. Ab 1969 war er zusätzlich Pfarrer in Kenema.
Papst Paul VI. ernannte ihn am 11. November 1970 zum ersten Bischof des mit gleichem Datum errichteten Bistums Kenema. Der Apostolische Pro-Nuntius in Liberia und Apostolische Vikar von Monrovia, Erzbischof Francis Carroll SMA, spendete ihm am 21. Februar 1971 in Kenema die Bischofsweihe; Mitkonsekratoren waren Thomas Joseph Brosnahan CSSp, Erzbischof von Freetown und Bo, und John Kodwo Amissah, Erzbischof von Cape Coast. Unter der Leitung von Joseph Henry Ganda wurde die Kathedrale St. Paul in Kenema errichtet.
Am 4. September 1980 bestellte ihn Papst Johannes Paul II. zum Erzbischof von Freetown und Bo. Die Amtseinführung erfolgte am 23. November desselben Jahres. Zudem fungierte Ganda von 1980 bis 1983 und von 2001 bis 2003 als Präsident der Interterritorialen katholischen Bischofskonferenz von Gambia und Sierra Leone (ITCABIC). 1999 wurde er gemeinsam mit fünf Missionaren von Rebellen entführt. 2001 nahm er an der zehnten ordentlichen Vollversammlung der Bischofssynode zum Thema Der Bischof als Diener des Evangeliums Jesu Christi für die Hoffnung der Welt teil. Als Erzbischof setzte sich Ganda besonders für die Förderung von einheimischen Priesterberufungen ein. Auf seine Initiative hin wurde die Schwesternkongregation Sisters of Our Lady of the Visitation gegründet. Ferner wurden unter seiner Führung das Bischofshaus des Erzbistums und das Priesterseminar St. Paul in Regent errichtet.
Papst Benedikt XVI. nahm am 22. März 2007 sein altersbedingtes Rücktrittsgesuch an. Ganda starb im August 2023 im Alter von 83 Jahren im Choithrams Hospital in Freetown.